# Liste der Baudenkmale in Georgsmarienhütte
In der Liste der Baudenkmale in Georgsmarienhütte sind die nach dem Niedersächsischen Denkmalschutzgesetz geschützten Baudenkmale der Stadt Georgsmarienhütte mit den Ortsteilen Alt-Georgsmarienhütte (inkl. Malbergen), Harderberg, Holsten-Mündrup, Holzhausen, Kloster Oesede und Oesede (inkl. Dröper) aufgelistet.
Grundlage ist die veröffentlichte Denkmalliste des Landkreises (Stand: 10. September 2021). Die folgenden Angaben ersetzen dennoch nicht die rechtsverbindliche Auskunft der Denkmalschutzbehörde.
In der Liste der Bodendenkmale in Georgsmarienhütte befinden sich die Bodendenkmale der Gemeinde Georgsmarienhütte.

## Allgemein
In den Spalten befinden sich folgende Informationen:
- Lage: die Adresse des Baudenkmales und die geographischen Koordinaten. Kartenansicht, um Koordinaten zu setzen. In der Kartenansicht sind Baudenkmale ohne Koordinaten mit einem roten Marker dargestellt und können in der Karte gesetzt werden. Baudenkmale ohne Bild sind mit einem blauen Marker gekennzeichnet, Baudenkmale mit Bild mit einem grünen Marker.
- Bezeichnung: Bezeichnung des Baudenkmales
- Beschreibung: die Beschreibung des Baudenkmales. Unter § 3 Abs. 2 NDSchG werden Einzeldenkmale und unter § 3 Abs. 3 NDSchG Gruppen baulicher Anlagen und deren Bestandteile ausgewiesen.
- ID: die Objekt-ID des Baudenkmales
- Bild: ein Bild des Baudenkmales, ggf. zusätzlich mit einem Link zu weiteren Fotos des Baudenkmals im Medienarchiv Wikimedia Commons. Wenn man auf das Kamerasymbol klickt, können Fotos zu Baudenkmalen aus dieser Liste hochgeladen werden:

## Oesede

### Gruppe: Villa Stahmer
Baudenkmal (Gruppe):

| Lage                                           | Bezeichnung   | Beschreibung | ID       | Bild |
| ---------------------------------------------- | ------------- | --- | -------- | ---- |
| Carl-Stahmer-Weg 13 52° 12′ 13″ N, 8° 3′ 12″ O | Villa Stahmer | Freistehende Villa Stahmer als Ensemble mit Wohnhaus (siehe ID 35322498) und Kutscherhaus (siehe ID 36185379) als Massivbauten mit Fachwerkaufsätzen, errichtet 1900. | 36185536 | BW   |

Baudenkmale (Einzeln):

| Lage                                             | Bezeichnung                    | Beschreibung | ID       | Bild           |
| ------------------------------------------------ | ------------------------------ | --- | -------- | -------------- |
| Carl-Stahmer-Weg 13 52° 12′ 13″ N, 8° 3′ 12″ O   | Museum Villa Stahmer           | Ein freistehend in einem Garten und erhöht gelegenes, zweigeschossiges großbürgerliches Wohnhaus als verputzter Massivbau mit Fachwerkaufbau und Walmdach. Die Fassaden sind mit Risaliten, Gesimsen und profilierten Sandsteinumrandungen stark gegliedert; diente bis 1907 als Wohnsitz des Unternehmers Robert Stahmer und seiner Familie und wird seit 1980 als Museum genutzt. | 35322498 | Weitere Bilder |
| Carl-Stahmer-Weg 13 A 52° 12′ 13″ N, 8° 3′ 12″ O | Kutscherhaus der Villa Stahmer | Südwestlich der Villa gelegenes, anderthalbgeschossiges Kutscherhaus: Putzbau mit aufgesetztem Fachwerkobergeschoss, umlaufendem Geschossgesims und Sandsteineinfassungen, Satteldach, erbaut um 1900. Beherbergt heute die gemeinnützige Kunstschule Paletti | 36185379 | Weitere Bilder |

### Einzelbaudenkmale
| Lage                                                   | Bezeichnung                            | Beschreibung | ID       | Bild           |
| ------------------------------------------------------ | -------------------------------------- | --- | -------- | -------------- |
| Kloster Oesede, Bruchstr. 46 52° 12′ 4″ N, 8° 6′ 37″ O | ehem. Kloster Oesede mit Klosterkirche | Ehemaliges Benediktinerinnenkloster, welches 633 Jahre Bestand hatte. Vormals die Stammburg der Stifter Graf Ludolf von Oesede (ca. 1100–1184) und seiner Frau Thedela von Schwalenberg (ca. 1105–1170). 1803, nachdem die Klöster in den an Frankreich gefallenen Gebieten entsprechend dem Reichsdeputationshauptschluss säkularisiert wurden, aufgegeben. Heutige Bebauung: Katholische Klosterkirche St. Maria und Johannes der Täufer, ein kreuzförmiger Saalbau mit geradem Chorabschluss. Hauptbauzeit der Ostpartie noch Ende 12. Jahrhundert, sonst jüngere An- bzw. Umbauten. Außerdem mehrgeschossige barocke Klostergebäude, die heute als Schule bzw. Pfarrhaus genutzt werden, zudem zweigeschossiges Torhaus von 1704. | 28945814 | Weitere Bilder |
| Oeseder Straße 96 52° 12′ 14″ N, 8° 3′ 50″ O           | Wohn-/Wirtschaftsgebäude               | Traufständiges Wohn-/Wirtschaftsgebäude als kleines Hallenhaus (Vierständerbau), Fachwerk mit verputzten Gefachen, Bruchsteinsockel, Krüppelwalmdach, errichtet 1830–1850 | 35322410 | Weitere Bilder |
| Wartburgstraße 19 52° 11′ 32″ N, 8° 4′ 10″ O           | Kirche                                 | Ev.-luth. Kirche König-Christus | 47299785 | BW             |